# 현덕 분기점
현덕 분기점(Hyeondeok Junction, 현덕JC)은 경기도 평택시 현덕면 권관리에 설치된 익산평택고속도로와 익산평택고속도로지선이 만나는 분기점이자 익산평택고속도로지선의 기점이다. 

## 연혁
- 2019년 12월 6일 : 분기점 신설을 위해 평택시 도시계획시설 교통광장에 현덕면 권관리 일원을 현덕 분기점으로 고시[1]
- 2024년 12월 10일 : 익산평택고속도로 부여구룡 ~ 안중 구간, 익산평택고속도로지선 현덕 ~ 포승 구간 개통과 함께 통행 개시[2]

## 구조물 정보
- 위치 : 경기도 평택시 현덕면 권관리

## 접속하는 노선

### 익산・평택방면
- 익산평택고속도로

### 포승방면
- 익산평택고속도로지선